# Inomdzhon Usmonxojáyev
Inomdzhon Buzrukovich Usmonxojáyev (en uzbeko: Иномжон Бузрукович Усмонхўжаев; en ruso: Инамджан Бузрукович Усманходжаев Inamdzhan Buzrukovich Usmanjodzháyev; 21 de mayo de 1930 – 17 de marzo de 2017) fue un político uzbeko y soviético, que se desempeñó como undécimo Primer Secretario del Partido Comunista de la República Socialista Soviética de Uzbekistán. Usmonxojáyev se convirtió en Primer Secretario tras el suceso de la «Polémica del algodón».

## Biografía

### Primeros años
Nació en la familia de un dirigente político del distrito de Rishtan, en el óblast de Ferganá. En 1955 se graduó del Instituto Politécnico de Asia Central. Trabajó como ingeniero, y arquitecto jefe en la ciudad de Marg‘ilon. En 1958, ingresó al Partido Comunista.
Desde 1962, trabajó en el gobierno soviético y en el partido, ocupando el cargo de presidente del comité ejecutivo del Consejo de Diputados Obreros de la ciudad de Ferganá, secretario del comité regional del Óblast de Sir Daria del Partido Comunista, y empleado del aparato del Partido Comunista de la RSS de Uzbekistán en el Comité Central del PCUS.
Entre 1974 y 1978, fue primer secretario del comité regional en Andijon. Ese mismo año, fue elegido como presidente del Presídium del Sóviet Supremo de la República Socialista Soviética de Uzbekistán, hasta 1983. Simultáneamente, fue Vicepresidente del Presídium del Sóviet Supremo de la Unión Soviética entre abril de 1979 y diciembre de 1983. 
En noviembre de 1983, fue elegido primer secretario del Partido Comunista de la RSS de Uzbekistán, reemplazando a Sharaf Rashídov, quien había sido Primer Secretario desde finales de la década de 1950.
Fue miembro del Comité Central del PCUS en 1981, y diputado del Sóviet Supremo de la Unión Soviética en sus X y XI convocatorias, así como miembro de su presídium.

### El escándalo del algodón
A medida que aumentaban las órdenes de Moscú de cultivar cada vez más algodón, el gobierno local de la RSS de Uzbekistán había respondido informando un crecimiento milagroso en la tierra irrigada y cosechada, y mejoras récord en la producción y la eficiencia. Hoy parece que la mayoría de estos registros fueron falsificados. La falsificación de los resultados involucró a muchos funcionarios tanto del gobierno central soviético en Moscú como en la RSS de Uzbekistán.
En el verano de 1984, un grupo de empleados del Comité Central del PCUS encabezado por el Secretario del Comité Central Yegor Ligachov llegó a Taskent para celebrar el XVI Pleno del Comité Central del Partido Comunista de la RSS de Uzbekistán, con la finalidad de elegir a un nuevo primer secretario como reemplazo de Rashídov. En el Pleno, todos los oradores, incluido Usmanjodzháyev, que hasta hace poco juraba lealtad a la memoria de Rashídov, lo denunciaron como un déspota, un funcionario corrupto, y un sobornador que había causado un daño irreparable al pueblo uzbeko. Fue acusado de perseguir a las personas honestas que se atrevían a decirle la verdad, creando un ambiente de servilismo y nepotismo en la república. Por decisión del Pleno, las cenizas de Rashídov fueron exhumadas y enterradas nuevamente en el cementerio de Chagatai, donde están enterrados personajes públicos destacados de la cultura, la ciencia, y la política de la república. 
En 1986, se anunció que casi todo el partido y la dirección del gobierno de la república había conspirado para falsificar las cifras de producción de algodón. Se llevó a cabo una purga masiva (solo un ministro sobrevivió a la purga) del liderazgo uzbeko, con fiscales traídos de Moscú, lo que provocó arrestos, ejecuciones y suicidios generalizados. Es posible que nunca se sepa qué tan alto se extendió la corrupción, ya que el propio yerno de Leonid Brézhnev, Yuri Churbanov, estuvo implicado en el asunto.
Durante la Perestroika, fue acusado de corrupción y de estar involucrado en el "caso del algodón"; en 1988 fue relevado de sus funciones como Primer Secretario de la república, y un año después, en 1989, Usmanjodzháyev fue condenado a 12 años de prisión. Poco tiempo después, en 1990, salió de la cárcel, pero no fue totalmente absuelto. El Tribunal Supremo de Uzbekistán rehabilitó totalmente a Usmanjodzháyev el 18 de noviembre de 2016, después de la muerte del primer presidente del país, Islam Karimov.

### Repercusiones del caso del algodón
Fue durante el gobierno de Usmanjodzháyev como Secretario General que las imágenes de satélite mostraron que los informes del gobierno uzbeco eran falsas. Usmanjodzháyev mantuvo su posición durante todo el escándalo, actuando como un títere de Moscú, por el cual el Comité Central trató de fortalecer su control en la RSS de Uzbekistán. Usmanjodzháyev fue secretario general desde el 3 de noviembre de 1983 hasta el 12 de enero de 1988. Fue reemplazado por Ráfiq Nishónov.
El 12 de enero de 1988, fue relevado de sus funciones como primer secretario del Comité Central del Partido Comunista de la República Socialista Soviética de Uzbekistán "en relación con su retiro", y el 24 de mayo de 1988, fue destituido del Presídium del Sóviet Supremo de la URSS. El 28 de noviembre de 1988 fue destituido del Comité Central del PCUS "por haberse comprometido".
Tras la disolución de la URSS, por iniciativa del segundo presidente de Uzbekistán, Shavkat Mirziyoyev, el 18 de noviembre de 2016, la Corte Suprema de Uzbekistán rehabilitó completamente a Inomjon Usmonxojayev. Los últimos años de su vida los vivió en Ferganá, en casa de su padre con sus hijos y nietos. Murió el 17 de marzo de 2017 a la edad de 86 años.

## Premios y condecoraciones
- Orden de Lenin (1976)
- Orden de la Revolución de Octubre (1980)
- Orden de la Bandera Roja del Trabajo (1972, 1973)
- Orden de la Insignia de Honor (1965)